# 나리키촌
나리키촌(成木村)은 도쿄도 니시타마군에 설치되었던 촌이다. 현재의 오메시에 해당한다.